# 比耶·卡尔斯泰特

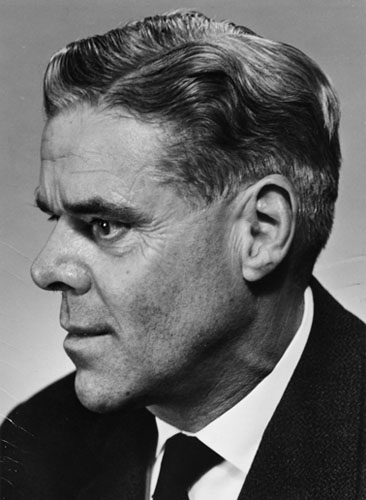
卡尔斯泰特（1960年左右）

作品《Serenata 1》

约翰·比耶·亚尔·卡尔斯泰特（瑞典語：John Birger Jarl Carlstedt；1907年7月12日—1975年10月3日）是芬兰的一位现代艺术先驱。
他的父亲是一位商人。他曾在芬兰艺术协会的绘画学校（芬兰美术学院的前身）及应用艺术中央学校（今阿尔托大学艺术设计学院的前身）学习过。他的绘画风格经历了几个时期，并在不同阶段受到印象派、表现主义、未来主义和抽象艺术等风格的影响。毕业后他以作画为生，并开设了自己的室内设计公司。他的最著名的室内设计是一家位于赫尔辛基名为“金猫”（Le Chat Doré）的咖啡厅（1929年），该咖啡厅具有巴黎风格，并借鉴了装饰风艺术风格。
卡尔斯泰特曾结过三次婚。
2019至2020年间一个大型的卡尔斯泰特回顾展在赫尔辛基的阿莫斯雷克斯艺术博物馆里举行。作为展览的一部分，该美术馆重构的金猫咖啡厅的部分内部装饰。